# Bruckhäuseln
Die Bruckhäuseln sind eine Siedlung in der Gemeinde Aigen-Schlägl im Bezirk Rohrbach in Oberösterreich.

## Geographie

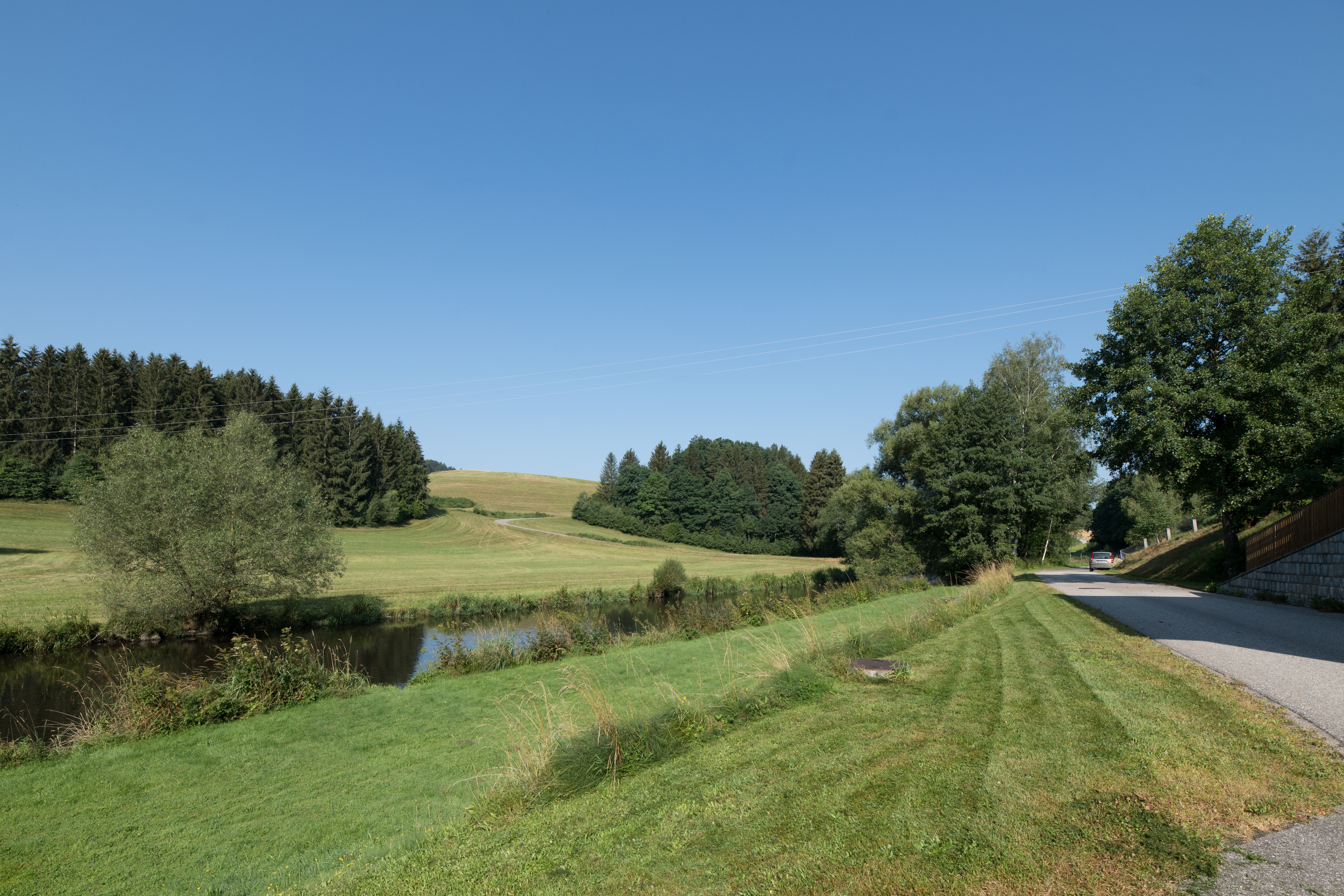
Die Große Mühl bei den Bruckhäuseln

Der Weiler Bruckhäuseln befindet sich westlich des Gemeindehauptorts Aigen im Mühlkreis und gehört zur Ortschaft Rudolfing. Er liegt am linken Ufer der Großen Mühl. Die Bruckhäuseln sind Teil der 22.302 Hektar großen Important Bird Area Böhmerwald und Mühltal. Unmittelbar neben der Siedlung erstreckt sich das 9.350 Hektar große Europaschutzgebiet Böhmerwald-Mühltäler.

## Geschichte
Bis zur Gemeindefusion von Aigen im Mühlkreis und Schlägl am 1. Mai 2015 gehörten die Bruckhäuseln zur Gemeinde Aigen im Mühlkreis.

## Kultur und Sehenswürdigkeiten
Durch die Bruckhäuseln verläuft der Wanderweg W1, der über 25 km entlang der Großen Mühl von Klaffer am Hochficht nach Haslach an der Mühl führt.